# Bagna Biebrzańskie

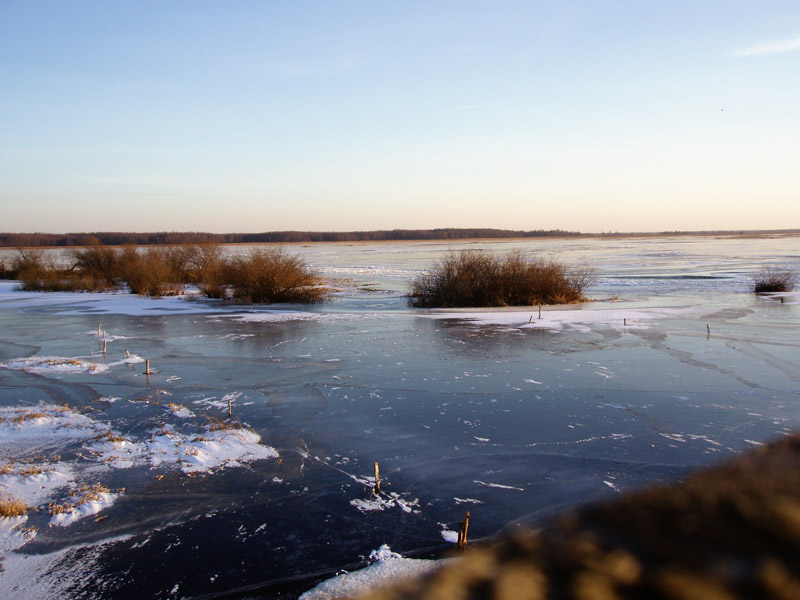
Biebrza zimą – Basen południowy, okolice wsi Brzostowo

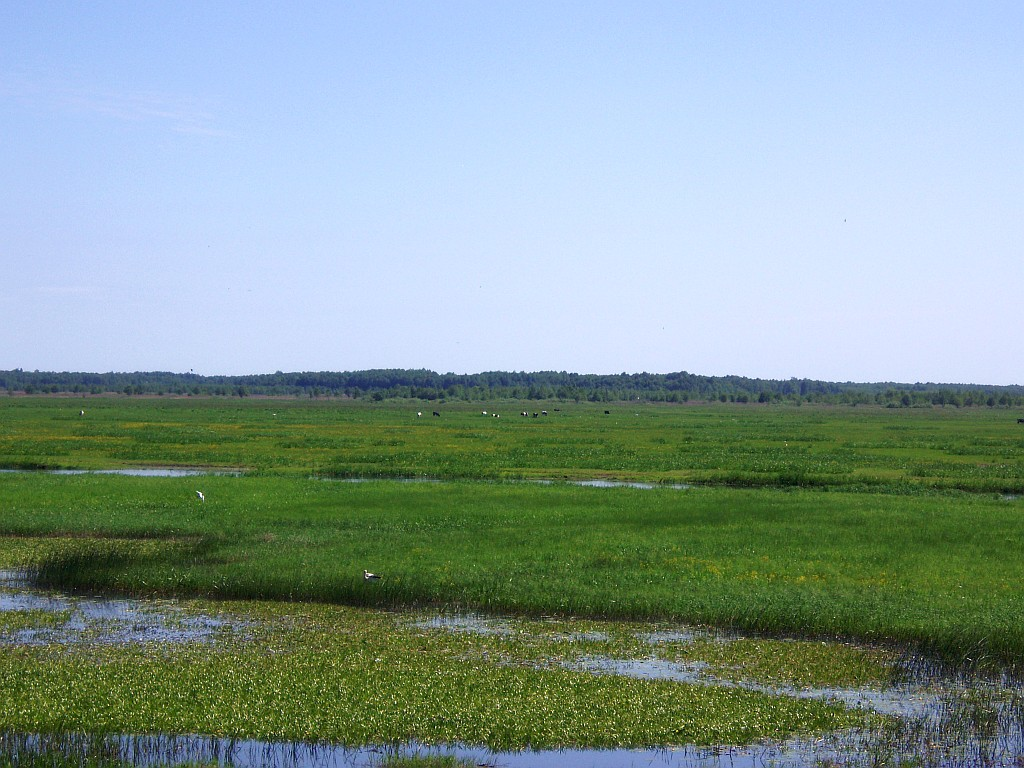
Basen południowy, okolice wsi Brzostowo

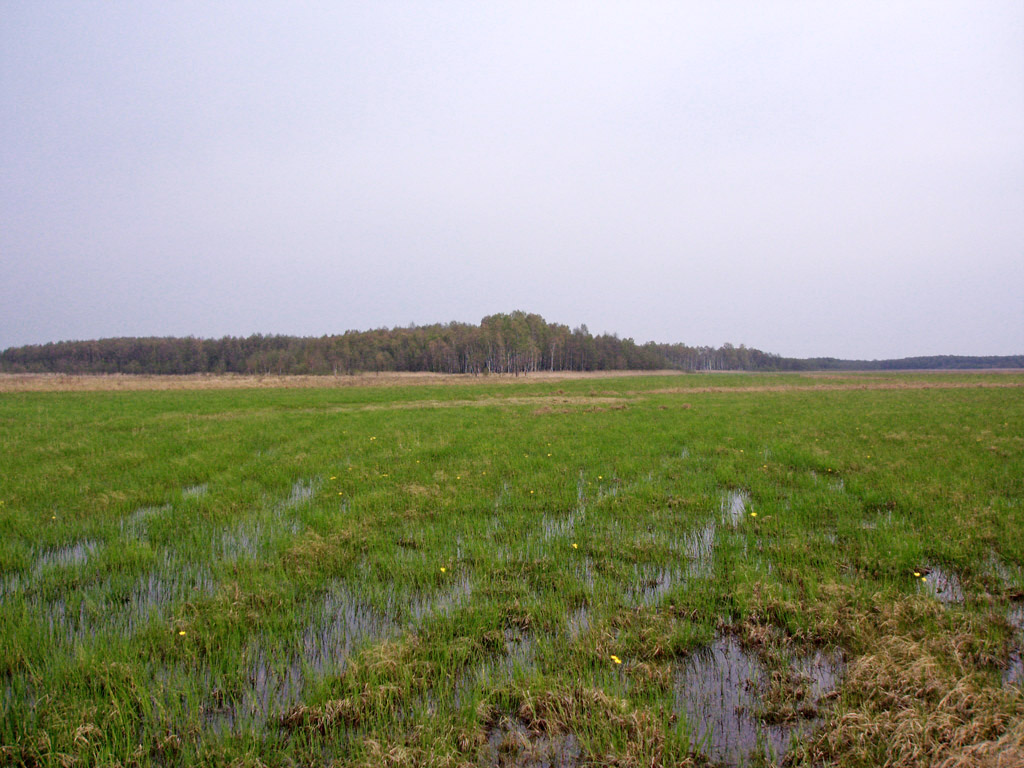
Las Posada w Basenie dolnym Biebrzy

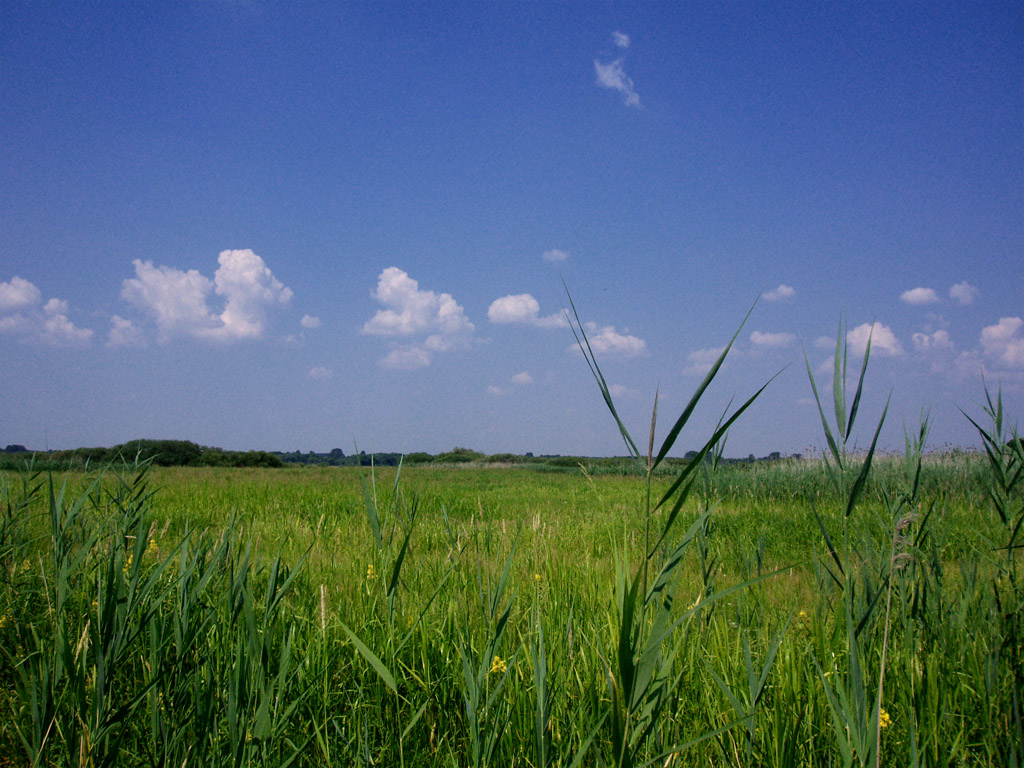
Łąka

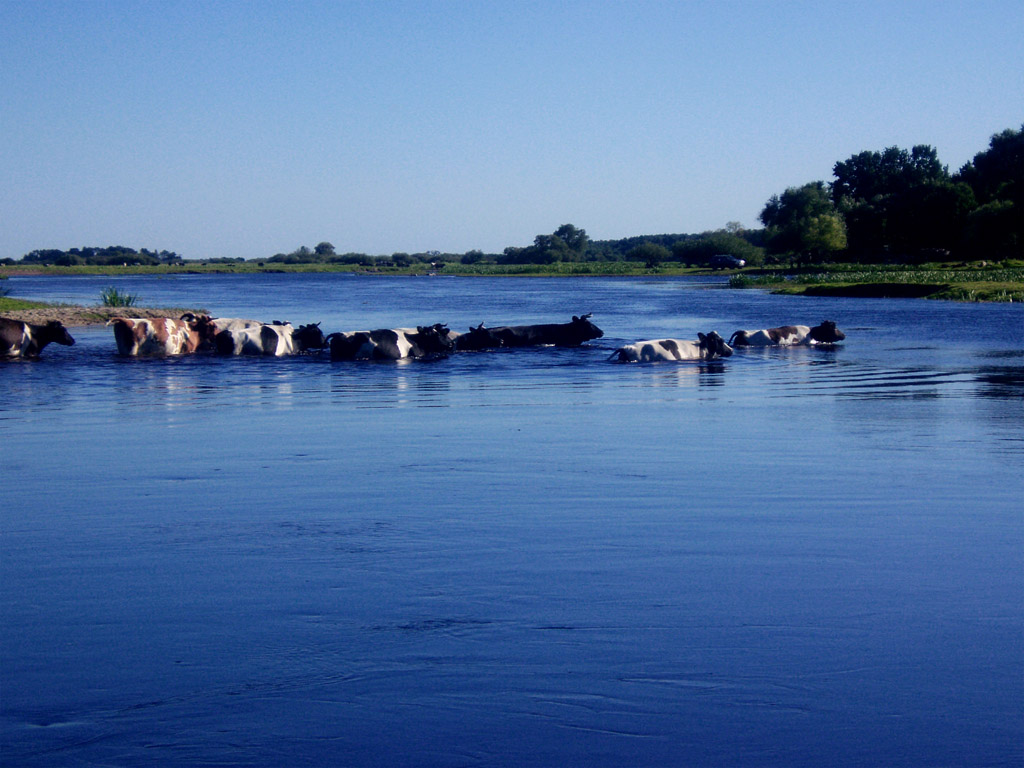
Szczęśliwe krowy w Brzostowie

Bagna Biebrzańskie (Kotlina Biebrzańska) – nazwa doliny rzeki Biebrzy z rozległymi bagnami i torfowiskami. Jest to obniżenie terenu o długości ponad 100 km, zajęte przez torfowiska niskie oraz leśne torfowiska wysokie. Pośród bagien znajdują się ponadto wyniesienia, zwane „grądami”, „grądzikami” lub „grzędami”.
Jest to jedna z największych ostoi dzikiej przyrody w Europie. Rozlewiska Biebrzy to prawdziwe królestwo ptaków – zaobserwowano tu ponad 250 gatunków, czyli ponad 80% polskiej awifauny. Rozpoczynające się wczesną wiosną ptasie gody przyciągają ornitologów z całego świata.
Większą część tego terenu zajmuje Biebrzański Park Narodowy, objęty konwencją ramsarską, chroniącą obszary wodno-błotne i lęgowiska ptaków.

## Budowa
Kotlina Biebrzańska powstała podczas zlodowaceń środkowopolskiego i bałtyckiego. Znajdowało się tutaj duże jezioro stworzone z wód Praniemna, ogrodzone z wszystkich stron wysoczyznami morenowymi. Przez wieki narosła warstwa torfu – obumarłych roślin – o grubości od jednego do sześciu metrów.
Bagna Biebrzańskie umownie podzielone są na 4 obszary:
- zmeliorowane bagna „Wizna i Biel”, znane jako Grądy-Woniecko od nazwy byłego PGR-u. Obszar ten jest poza parkiem narodowym.
- basen południowy (dolny) – dolina Biebrzy od mostu koło Wizny do mostu koło Osowca. Dolina ma tu szerokość od 12 do 15 km, Biebrza meandruje. Torf zalega na warstwach piasku, żwiru i iłu. Ten teren jest uznawany za najbardziej naturalny. Wyróżnić tu należy bagno Ławki oraz Bagno Podlaskie.
- basen środkowy – dolina Biebrzy od mostu w Osowcu do Kanału Augustowskiego, z kompleksem lasów koło Woźnej wsi i rezerwatem Czerwone Bagno. Poziom wody jest tu niski, torfowiska przesuszone, występują piaszczyste wydmy. Pod warstwą torfu znajdują się piasek, żwir i glina.
- basen północny (górny) – od Kanału Augustowskiego do Sztabina. Dolina ma tu szerokość od 1 do 3 km, cechą charakterystyczną są wzgórza morenowe.

Bagna Biebrzańskie charakteryzują się doskonale wykształconą i zachowaną poprzeczną i podłużną strefowością ekologiczną. Polega ona na przechodzeniu poszczególnych zbiorowisk roślinnych w inne w zależności od panujących warunków hydrologicznych i wysokości doliny nad poziomem morza.
W poprzecznym przekroju doliny, najlepiej wykształconym w basenie południowym, wyróżnia się 3 charakterystyczne strefy:
- immersyjna – z roślinami nadwodnymi: szuwarami turzycowymi, mozgowymi i mannowymi
- immersyjno-emersyjna – z kępowymi zespołami turzycy tunikowej i turzycy sztywnej
- emersyjna – niezalewana przez wody, z mechowiskowymi zespołami turzycy bagiennej i obłej, zespołami turzycy dzióbkowatej i obłej oraz dobrze rozwiniętą darnią mszystą. Granicami tej strefy są lasy olchowe.

Natomiast strefowość podłużna to zmienność szaty roślinnej w poszczególnych częściach doliny, idąc z biegiem rzeki. Wynika to z różnorodności warunków ekologicznych. I tak, w basenie południowym przeważają turzycowiska, szuwary i łąki; w środkowym coraz więcej jest turzycowisk trawiastych i mchów, a w górnym dominują mechowiska.

## Flora i roślinność
Na terenie Bagien Biebrzańskich wyróżniono 43 zespoły roślinne, niektóre rzadko spotykane w innych częściach Polski. Są to zbiorowiska wodne, bagienne, torfowiskowe, szuwary, a także zbiorowiska leśne (olsy, brzeziny, łęgi). Szczególnie cenna jest duża grupa zbiorowisk mechowiskowych, zawierających liczne gatunki rzadkie i reliktowe, zanikające w innych częściach kraju.
Szata roślinna odznacza się ogromną różnorodnością, wysokim stopniem naturalności i obecnością wielu rzadkich gatunków, jak:
- brzoza niska i wierzba lapońska
- widłaki: jałowcowaty, goździsty, wroniec
- goździk piaskowy, pomocnik baldaszkowy, wielosił błękitny
- rosiczki: rosiczka okrągłolistna, rosiczka długolistna
- gnidosz królewski, goryczka wąskolistna, niebielistka trwała
- kosaciec syberyjski.
- storczykowate (20 gatunków), m.in.:obuwik pospolity, storczyk krwisty.

W uroczysku Grzędy występują również: arnika górska, orlik pospolity, lilia złotogłów, buławnik czerwony, podkolan biały, kruszczyk rdzawoczerwony, kruszczyk szerokolistny, tajęża jednostronna. Rosną tu także rzadkie w Polsce rośliny naczyniowe: skalnica torfowiskowa, wełnianka delikatna, fiołek mokradłowy i miesiącznica trwała.
Występuje tu też kilka rzadkich, reliktowych gatunków mchów: mokradłosz, prątnik, skorpionowiec brunatny, tujowiec.

## Fauna
Bagna Biebrzańskie są najważniejszym w Polsce, a także w całej Europie Środkowej i Zachodniej, obszarem lęgowym dla wielu gatunków ptaków związanych ze środowiskiem bagiennym. Dolina Biebrzy ma pod względem ornitologicznym szczególne znaczenie, zwłaszcza że bagna zanikają w krajobrazie Europy, a ptaki tych środowisk tracą podstawę swego bytu. Występują tu izolowane stanowiska lęgowe gatunków borealnych, a także gatunków, których centrum zasięgu geograficznego znajduje się w strefie tajgi i tundry. Ponadto Kotlina Biebrzańska ma ogromne znaczenie dla wielu gatunków ptaków żerujących oraz wypoczywających w czasie corocznych wędrówek. Dla ptaków siewkowatych, wymagających rozległych, podmokłych obszarów, Biebrza stanowi jedną z najważniejszych ostoi w Europie Środkowej.
Najbardziej charakterystyczne gatunki lęgowe dla doliny Biebrzy to: bojownik batalion, 4 gatunki bekasów, w tym dubelt i sporadycznie lęgowy bekasik, kulik wielki, biegus zmienny, żuraw, mewa mała, 5 gatunków rybitw, w tym białoskrzydła i białowąsa, puchacz, orlik krzykliwy. Dla wodniczki Bagna Biebrzańskie mają znaczenie wyjątkowe – być może od utrzymania biebrzańskich turzycowisk w stanie niezmienionym zależeć będzie istnienie tego gatunku. Badania biologii i liczebności tego gatunku trwają tu do dziś. Kotlina Biebrzy jest jednym z nielicznych miejsc w Polsce, gdzie można jeszcze spotkać cietrzewia i sowę błotną.
Spośród ssaków na terenie Bagien Biebrzańskich występują:
- łoś, który jedynie tu przetrwał okres II wojny światowej i dzięki ochronie rozmnożył się i rozprzestrzenił na terenie Polski
- jeleń szlachetny, sarna, dzik, zając szarak, bóbr europejski
- wilk szary, lis, jenot, borsuk, tchórz zwyczajny, kuna leśna, wydra europejska, gronostaj, łasica.

Ponadto żyje tu 17 gatunków drobnych ssaków, a wśród nich najliczniejsze i najbardziej rozpowszechnione są: orzesznica, ryjówka malutka, badylarka, nornik północny i smużka.
W wodach Biebrzy żyje około 36 gatunków ryb np.: szczupak, sum, węgorz, a także typowe dla pogórza kleń i brzana.